# Свебодзін (гміна)
Гміна Свебодзін (пол. Gmina Świebodzin) — місько-сільська гміна у північно-західній Польщі. Належить до Свебодзінського повіту Любуського воєводства.
Станом на 31 грудня 2011 у гміні проживало 30520 осіб.

## Площа
Згідно з даними за 2007 рік площа гміни становила 227.36 км², у тому числі:
- орні землі: 60.00%
- ліси: 28.00%

Таким чином, площа гміни становить 24.25% площі повіту.

## Населення
Станом на 31 грудня 2011:
| Опис     | Загалом | Загалом | Чоловіки | Чоловіки | Жінки | Жінки |
| -------- | ------- | ------- | -------- | -------- | ----- | ----- |
| одиниця  | осіб    | %       | осіб     | %        | осіб  | %     |
| все      | 30520   | 100     | 14773    | 48.40    | 15747 | 51.60 |
| міське   | 22138   | 100     | 10565    | 47.72    | 11573 | 52.28 |
| сільське | 8382    | 100     | 4208     | 50.20    | 4174  | 49.80 |

## Сусідні гміни
Гміна Свебодзін межує з такими гмінами: Любжа, М'єндзижеч, Скомпе, Сулехув, Тшцель, Щанець.